# London '66–'67
London '66–'67 — міні-альбом і фільм групи «Pink Floyd», що містить два «загублених» трека — повну (близько 17 хвилин) версію композиції «Interstellar Overdrive» і пісню, яку раніше ніколи не видавали — «Nick's Boogie». Обидва записи були зроблені в січні 1967 року в Лондоні. 

## Список композицій
1. «Interstellar Overdrive» — 16:46 (Сід Барретт, Роджер Вотерс, Рік Райт, Нік Мейсон)
2. «Nick's Boogie» — 11:55 (Нік Мейсон)

## DVD
- «London '66 -'67» — оригінальний фільм, що містить повні версії композицій «Interstellar Overdrive» і «Nick's Boogie».
- Інтерв'ю з Міком Джагером, Девідом Хокні, Майклом Кейном і Джулі Крісті.
- Документальні зйомки Лондона кінця шістдесятих.
- Огляд режисера Пітера Уайтхеда.